# کولوها
کولوها گروهی از مردم سیاهپوست ساکن در استان فارس هستند که به ویژه در مناطق شهر فسا زندگی می‌کنند. کولوها از ایرانیان آفریقایی‌تبار هستند. مادام دیولافوا از کسانی بود که بر روی پیشینه این قوم پژوهش‌هایی انجام داد. شماری از روستاهای فسا، کولونشین است.

## منبع
1. ↑  «خبرگزاری فارس: معرفی یک اثر ثبت ملی شده در فسا». بایگانی‌شده از اصلی در ۳ سپتامبر ۲۰۱۴. دریافت‌شده در ۱۷ آوریل ۲۰۱۲.
2. ↑  «فسا شهری باستانی». بایگانی‌شده از اصلی در ۲۸ اوت ۲۰۱۳. دریافت‌شده در ۱۷ آوریل ۲۰۱۲.